# Alstroemeria cultrifolia
Alstroemeria cultrifolia este o specie de plante monocotiledonate din genul Alstroemeria, familia Alstroemeriaceae, descrisă de Pierfelice Ravenna. Conform Catalogue of Life specia Alstroemeria cultrifolia nu are subspecii cunoscute.